# Рокаразо
Рокара̀зо (на италиански: Roccaraso) е село и община в Южна Италия, провинция Акуила, регион Абруцо. Разположено е на 1236 m надморска височина. Населението на общината е 1630 души (към 2014 г.).